# بیل مک‌کرلیش
بیل مک‌کرلیش (انگلیسی: Bill McKerlich; ۲ دسامبر ۱۹۳۵ – ) قایقران روئینگ اهل کانادا بود.
وی در مسابقات کشوری و بین‌المللی در مجموع برندهٔ ۲ مدال نقره شده‌است.